# Radoslav Rochallyi
Radoslav Rochallyi (Bardejov, 1. svibnja 1980.) je češko-slovački književnik.

## Život
Rochallyi je rođen u Bardejovu, koji se nalazi u Prešovský kraju današnje Slovačke, u obitelji lemkivskih i mađarskih korijena. Autor je završio studij filozofije na Filozofskom fakultetu Sveučilišta u Prešovu (1999. – 2005.) i završio poslijediplomski doktorski studij. Član je Mense i Udruženja slovačkih pisaca.

## Djela
Njegov rad uključuje uglavnom filozofiju, vizualne umjetnostii poeziju, povezujući svaki od ovih elemenata s matematičkim simbolima. Rochallyi koristi matematički jezik kao organizacijsko načelo, a istovremeno koristi matematičke simbole za opisivanje intonacijske notacije, odnosno za definiranje raznih vrsta specifikacija čiju je semantiku lakše ili učinkovitije izraziti u neverbalnom obliku.
Objavljivao je npr. u zbornicima i časopisima objavljenim na: Stanford University, California State University, Utah Tech University, Olivet College,, Las Positas College.

## Popis djela

### Poezija
- Panoptikum:Cigle koje lutaju. (Panoptikum: Haikai no renga.) (2004.)
- Mehanika ovozemaljskog (Mechanika všednosti) (2018.)
- Poezija jednadžbe (Rovnicová poézia) (2022.)

### Eseji i romane
- Pismo sinu (List pre syna) (2017.)
- Mythra Invictus - o sudbini čovjeka (Mythra Invictus- o údele človeka) (2019.)
- ESSE: rečenice o moralu i moći (ESSE: Theorems on Morality and Power) (2020.)